# 428: Fūsa Sareta Shibuya de
428: Fūsa Sareta Shibuya de (jap. 428 〜封鎖された渋谷で〜, etwa „428: Im abgeriegelten Shibuya“) oder 428: Shibuya Scramble ist ein japanisches Adventure aus dem Jahr 2008. Es wurde von Chunsoft entwickelt.

## Handlung
Ein großes Ereignis, das die Welt ins Wanken bringt, wurde in den Straßen von Shibuya ausgelöst. Fünf Hauptfiguren haben zehn Stunden Zeit, um zusammenzukommen und das Geheimnis zu lösen, das zunächst ein gewöhnlicher Entführungs-Fall zu sein scheint. Die fünf Hauptfiguren verteilen sich über zunächst voneinander getrennte Teilgeschichten, die im Laufe des Spiels zusammengeführt werden:
- Der Polizist Kano überwacht zu Beginn eine Lösegeldübergabe.
- Der Schriftsteller Minorikawa wird von seinem ehemaligen Vorgesetzten aus seiner Zeit als Journalist angerufen und gebeten, bei der Fertigstellung einer Magazinausgabe zu helfen.
- Der ehemalige Gangster und jetzige Straßenkehrer Achi rettet ein Mädchen bei einem Überfall.
- Der Virologe Osawa erhält mysteriöse Emails, die auf geheime Experimente im von ihm geleiteten Labor hinweisen.
- Tama arbeitet als Werbefigur in einem Katzenkostüm und preist Passanten einen Schlankmacher-Drink an.

## Spielprinzip und Technik
428: Fūsa Sareta Shibuya de ist eine Visual Novel. Das Spielgeschehen wird als Text dargestellt, unterstützt durch Standgrafiken, gelegentliche Animationen sowie klangliche Untermalung. An zentralen Stellen des Geschehens kann der Spieler per Multiple Choice entscheiden, wie die Handlung weitergehen soll. Die Handlungsstränge verzweigen sich dabei nach Art eines Spielbuchs. 428: Fūsa Sareta Shibuya de verfügt über insgesamt 85 unterschiedliche Enden.

## Rezeption
428: Shibuya Scramble erhielt fast ausschließlich positive Bewertungen. Die Rezensionsdatenbank Metacritic aggregiert 19 Rezensionen zu einem Mittelwert von 85. Es war das neunte Spiel, das von der Zeitschrift Famitsu mit 40/40 Punkten bewertet wurde. Bei den Japan Game Awards 2009 wurde es mit einem „Award of Excellence“ bedacht.